# 경제민주주의
경제민주주의(經濟民主主義, 그리스어: Οικονομική δημοκρατία, 영어: economic democracy) 또는 경제민주화(經濟民主化)는 '노동자•소비자•공급자•하청 업체 등 민중들이 폭넓게 포함된 공공의 이해 관계자'와 '기업의 이해 관계자'들 사이에서 합리적인 의사 결정 능력을 실행할 목적으로 제안된 '경제•정치 형태'이다. 경제민주주의 체제는 민중이 직접•간접으로 요청해야 궁극에 운용된다. '경제민주주의가  추구하는 이상'은 완전한 고용, 그에 상응한 사회 보장이 제대로 이루어지는 복지 사회이다. 경제민주주의는 자본주의 체제 자체를 바꾸려 하지 않지만, '경제 민주주의'의 가치를 실현하려면, 정부가 시장에 개입할 필요가 있고, 경제 조항을 제정할 필요가 있다고 주장한다. '경제민주주의'의 이상에 다가가려는 경제 정책 이행을 이른바 '경제민주화'라고 한다.
경제민주주의는 그 정의가 단일하지 않고, 그 방법이 어떻든 특정 국가의 경제 형태에 따라 다르며, 사회 혁신의 목표(정치•문화•사회 민주화)와 경제 혁신의 목표(경제 민주화)를 동시에 달성하려 한다. 경제민주주의 지지자들 가운데 대다수는 '기업 주주들의 경제 목표'가 '민중들의 민주사회 건설 목표'와 일치하기를 바란다. 세계 곳곳에서 경제민주주의를 언급하는데, 일부 정치•경제 세력은 '경제민주화의 진행으로 도덕 영역에서 시장 구조가 훨씬 선진할 수 있다'고 주장한다. 경제민주주의는 자유방임주의가 독점과 과점을 낳고, 그것을 내버려둔다는 이유로 '자유방임주의가 바라는 시장경제의 형태'를 달갑잖게 여긴다. 게다가 경제민주주의는, 경제 이론의 측면에서 자본주의 체제의 장점으로 볼 수 있는 '효율이 큰 메커니즘'을 기반으로 하되 수요의 격차를 보정하도록 여러 경제 정책을 조율하는 등 실질에 부합한 주장을 내세우려 한다. 경제민주주의는 산업민주주의를 포함하여 합리적 노사관계, 노사협의제 제정, 근로자들의 단체교섭권 확대를 주요 주장으로 내세운다.
고전적 자유주의자들은 '소유권과 생산수단의 제어'를 '개인과 기업의 자율'에 전적으로 맡겨야 한다고 주장했다. 한편 19세기 초반부터, 근로자들이 인간답게 살지 못했고, 빈부격차가 크게 벌어졌다. 그 와중에 경제 자유주의자들은 격랑스런 사회문제를 방임하고 그들 이론으로 그것을 개선하지 못했다. 당대에 일부 지식인들은 '고전적 자유주의가 구현한 시장 경제'에서 빈부에 따라 소비자의 소비 규모가 다르게 나타나, 그에 걸맞은 공급으로 경제 균형을 유지하기 어렵다고 주장했다. 자본주의 사회 질서는 이러한 한계를 뛰어넘지 못했다. 따라서 고전적 자유주의의 모순으로 빈부격차가 만연하던 19세기 초, 처음으로 등장한 정치경제학 용어가 '경제민주주의'이다. 경제민주주의를 주창한 사람들이 있었고, 1920년에 독일 노동 운동 단체에서 처음으로 이를 실용했다. 당시 원론상 의미에서 경제민주주의는 노동자, 소비자 등이 폭넓게 포함된 민중들이 여러 제품의 가치를 비평하고 이러한 가치로 민중이 토론하는 경제 체제이며, 경제민주주의의 원론대로라면 생산 수단의 준-사회화가 진행돼 '누가 생산 수단을 소유할지'에 얽매이지 않고, '누구에게 이익이 되는 경제여야 할지'를 주요 논쟁 거리로 삼는 민중의 경제 체제가 된다.
충분한 공급량이 따라온다는 장점이 현대 자본주의 체제에 있음을 '경제민주화 지지자들'은 동의한다. 그러나 이들은 '경제 자유주의자들'이 '노력한 만큼 적절한 임금 책정'을 반대하는 사회 분위기를 조성한다고 진단한다. 자본주의 체제에서 특정 개인이나 기업이 생산수단을 소유하고, 생산양식으로 노동력이 필요하며, '노동력을 제공하는 자들'과 '재화와 서비스를 소비하는 자들'은 노동자에 불과하다. 이러한 관계에서 자본주의는 노동자와 소비자가 없으면 안 되는 구조이고, 이 순환구조에서 실제로 생산력은 같지만, 상대적으로 높은 이익을 보는 당사자가 자본가이기 때문에, '노동자들이 노동력을 파급한 만큼에 해당하는 적당한 임금을 주자'고 경제민주주의자들이 제안한다.
'대기업의 독과점이 대개 중소기업의 경제적 기회를 박탈함'을  지적하는 경제민주주의자들은, '노동자•소비자와 자본가 사이'만 아니라 '중소기업과 대기업 사이'에서 상호 공생하는 경제를 추구하는 이론이기도 하다. 즉, 경제민주주의 이론은 경제 개혁, 경제 자유화와 민주협동경제, 공정 무역, 통화의 지역화를 밑바탕으로 깔고 나가는 이론이라고 할 수 있다. 대한민국도 일명 '경제민주화'라는 이름으로 여러 정당이 경제민주주의에 근접한 경제 공약을 내걸었다. 실제로 대한민국 헌법 제119조 제2항에서는 "국가는 균형있는 국민경제의 성장 및 안정과 적정한 소득의 분배를 유지하고, 시장의 지배와 경제력의 남용을 방지하며, 경제주체간의 조화를 통한 경제의 민주화를 위하여 경제에 관한 규제와 조정을 할 수 있다."로 경제 민주주의적 가치를 명시하고 있다.

## 개요

### 경제 자유주의의 문제점

#### 유효 수요의 결함
경제민주주의를 주장하는 여러 경제 학자들의 말에 따르면, 자본주의 사회에서 경제 문제가 사람들이 총생산과 총 수요의 결함에서부터 나타난다고 주장한다. 그들은 대다수 소비자(또는 노동자)들의 총 수입이 낮아, 총 수요와 유효 수요가 다른 나라에 비해 낮아져, 산업 자본의 유입량과 생산 공급량은 많지만, 수요가 낮아, 국내의 소비자들은 국가 경제력보다 질 좋은 삶을 살지 못한다고 주장한다.
균형 잡힌 경제를 위해서는 자원(자연적 자원과 인적 자원 모두 포함)을 최대한 효율적으로 사용하고 산업 자본의 유입력에 비례하는 임금 상승은 정부 이해 관계자 직접 솔선수범해, 기업 소유 주주와 함께 협상 조정해야 한다고 주장했으며, 유효 수요에 관한 여러 경제적 결함을 알아내기 위해, 대중들이 직접 참여하는 민주적 경제를 주장했다. 이 이론은 나중에 케인즈 경제학에서 '유효수요이론'으로 나타난다. 현대의 유효수요이론은 경제민주주의의 기본적인 토대가 되고 있는데, 그것은 고용률의 변화와 그에 따른 총 공급 변화의 함수관계를 말하는 것으로부터 시작된다. 이 이론적 경제 법칙은 '고용률＝총 공급량'으로 표시되며 이 둘의 관계는 고유함수 관계를 띈다. 총 수요량의 함수 관계도 연관되므로 '총 수요량 ＝ 총 고용률'로 일반 함수로 표시된다. 이 법칙은 함수로 나타나므로, 어느 정도 선에서는 효율성이 낮아지고, 또 다르게는 효율성이 높아지기도 한다.
경제민주주의는 이렇듯, 유효 수요의 결함을 해결하기 위해 임금 상승 문제와 고용률 문제에서 정부의 적극적인 개입과 대중의 참여를 주장한다. 유효 수요의 결함은 여러 가지 원인이 있기 때문에, 여러 정경학자들은 이 결함 문제를 다양한 시각으로 바라보았다. 그 예로, 유효 수요의 결함은 투자율, 실업률, 적금량 관계에서의 문제를 최초로 제기한 헨리 조지도 경제민주주의자였으며, 그는 투자율, 실업률, 적금량과 유효 수요의 결함의 밀접한 관계를 분석했다. 그는 1879년 자신의 저서 《진보와 빈곤》에서 위 문제를 정식적으로 언급했다. 또한, 유효 수요 결함의 해결이 궁극적으로 기업의 발전과 연관되어있는 것을 최초로 밝힌 그레그 맥레오드도 자신의 저서에서 밝혔다.

#### 저축과 투자 그리고 실업률
경제민주주의자들은 일명 '자유 기업'들이 투자를 받은 것과 저축을 한 만큼의 일자리를 창출하지 못한다고 주장한다. 자유자본주의 사회에서는 기업의 제품 연구, 일자리 창출, 노동 복지 등을 실질적으로 자본가들에게 맡기게 되는데 일개 개인의 도덕심만으로는 이러한 수많은 '사회적 요구'를 충족할 수 없다고 본다. 따라서, 자유 기업에 대한 투자율과 저축률에 대해 최소한의 사회적 요구를 얼마나 제대로 충족하는지에 따른 이른바, '민주적 감시 체계'를 구축해야 한다고 주장한다.

#### 독점 자본주의와 그에 따른 구매력 한계
독점 자본주의 사회에서는 고질적인 공황 문제에 맞닥뜨리게 된다. 기업의 생산력은 경제적 자원이 있는 한 실질적으로 무한하고, A라는 제품을 생산하는 기업이 커질 수록 한계소비는 높아지긴하나, 생산력 대비 소비력은 함수로 표현하면 점점 낮아진다. 때문에 이 기업이 독점권을 행사하여 A라는 제품을 생산하는 또 다른 회사의 시장 진입을 실질적으로 막아버릴 때 소비력 감소함수는 멈춰지지 않으며, 이것은 케인즈 경제이론 저서인 《케인즈 일반이론》에서 최초로 제시한 문제이다. 따라서, 소비력의 한계는 점점 쌓이고, 이에 따른 공황이 발생할 수 있다. 따라서, 독점 자본주의 사회에서는 이러한 고질적인 과잉생산 문제가 집중되기 때문에 독점 자본주의 해소를 위한 '각 제품에 대한 다양한 재화성 확보'를 위해 경쟁력있는 중소기업을 국가는 적극 지원해줄 필요가 있다는 것이다. 소비력의 한계가 점점 낮아지는 만큼 경제적 공황이 올 확률은 낮아지기 때문이다.

#### 신제국주의
독점 자본주의의 신자유주의적 세계화로 경제적 약소국의 경제침탈을 막기 위해서도 경제민주주의는 그 경제이론적 가치가 있다. 세계 거대 자본의 약소국 진입을 막는 여러 가지 정책(자유무역협정 폐지 등)를 실행하여 자국의 경제를 거대 자본으로부터 지키는 것이다. 1990년 후반에는 이러한 과정이 제대로되지 못하여 대한민국에서는 IMF 구제금융사건이 일어났다. 이 시기에 있었던 일련의 '신자유주의 세계화'는 거대 금융 자본의 국내 기업 투자를 방종함으로써 실질적으로 외국 거대 금융 자본에 의해 결속된 성장을 깔고나갔다. 또한 이 거대 금융 자본 또한 여러 가지 투기 행각, 방만 경영으로 인해 공황이 일어날 수 있는데, 이러한 공황 때 비로소 투자했던 경제 약소국의 기업에 투자한 투자금을 모두 빼버리면서, 투자금을 믿고 채무를 발행한 여러 국내 기업들이 쓰러졌던 것이다. 그러나, 거대 금융 자본은 이러한 이른바, '금융 어용적' 기업이 존재하는 한 공황에서 거대 금융 자본 세력만큼은 자유롭다. 또한 실제로 이러한 경제 문제로 인해 긴축재정안을 포고한 여러 나라들이 금융 자본 세력에게 이자금을 포함한 자본을 다시 상납함으로써 일정한 시기가 지나면 이러한 거대 금융 자본은 더 큰 이득을 볼 수도 있다. 결과적으로 피해는 중소기업과 경제적 약소국의 국민에게 돌아가는 것이다. 이러한 외국의 거대 기업들의 신제국주의 행태는 경제 약소국에서도 있을 법한 대기업의 중소기업 착취와 유사하다. 수많은 나라와 대한민국도 이러한 행위를 막기 위해 금산분리법을 재검토하기도 했다.
요약하자면 신자유주의적 세계화로 기업의 성장과 그에 따른 낙수효과를 바랐던 정책은 엄청난 채무금으로 다시 돌아왔기 때문에 실패했다는 것이다. 실제로 이렇게 착취된 나라가 동구권과 동남아시아권에서도 많았으며, 경제민주주의에서는 이러한 거대 자본 투자의 리스크를 경제사에서 중요하게 본다. 하지만, 이에 대해서 신자유주의 경제학자들은 경제 기반이 약한 나라에서는 어느정도의 점진적인 신자유주의적 세계화가 경제 발전에 도움을 줄 수가 있다고 반론하기도 한다.

### 김종인의 경제민주화
현행 헌법 119조 2항에 김종인은 경제민주화라는 말을 넣었다. 그는 거대경제세력(대기업 또는 재벌)의 시장을 지배하는 구조를 차단할 목적으로 이 용어를 만들었다. 전형적인 반독점을 위한 정부의 정책을 말한다. 이 정책은 독일의 질서자유주의와 유사하지만, 절차의 민주화와 법의 지배를 고려하지 않았다는 지적이 있다.

## 같이 보기
- 민주자본주의
- 수정자본주의
- 사회주의
- 복지
- 사회안전망
- 기본소득보장
- 공유가치창출(CSV)
- 기업의 사회적 책임(CSR)
- 이익공유제
- 협동조합(co-op)
- 노동자 투쟁

## 관련 서적
- 바네스, 피터 (2006). 《Capitalism 3.0: A Guide to Reclaiming the Commons》. San Francisco: Berrett-Koehler. ISBN 978-1-57675-361-3. 2013년 3월 23일에 원본 문서에서 보존된 문서. 2013년 3월 12일에 확인함.
- 쿡, 리처드 C (2007년 6월 18일). “An Emergency Program of Monetary Reform for the United States, Part 1”. The Market Oracle. 2012년 1월 29일에 확인함.
- 쿡, 리처드 C (2007년 6월 19일). “An Emergency Program of Monetary Reform for the United States, Part 2”. The Market Oracle. 2012년 1월 29일에 확인함.
- 쿡, 리처드 C (2007년 6월 25일). “Monetary Causes of the US Immigration Crisis”. The Market Oracle. 2012년 1월 29일에 확인함.
- 쿡, 리처드 C (2007년 7월 3일). “Credit as a Public Utility: the Key to Monetary Reform - Part 2”. The Market Oracle. 2012년 1월 29일에 확인함.
- 쿡, 리처드 C (2007년 7월 8일). “US Economy on Life-Support and Global Financial System on Brink of Collapse”. The Market Oracle. 2012년 1월 29일에 확인함.
- 쿡, 리처드 C (2007년 7월 31일). “The Morality of Economics: The Key Issue of the 21st Century”. The Market Oracle. 2012년 1월 29일에 확인함.
- 쿡, 리처드 C (2007년 9월 25일). “C.H. Douglas: Founder of Modern Monetary Reform Movement”. The Market Oracle. 2012년 1월 29일에 확인함.
- 쿡, 리처드 C. (2008). 《We Hold These Truths: The Hope of Monetary Reform》. Aurora, CO: Tendril Press. ISBN 978-0-9802190-1-2.
- 다흘, 로버트 A (1985). 《A Preface to Economic Democracy》. University of California Press.
- 데니스, 라모나 (2003년 1월 29일). “Co-ops: giving real power back to consumers”. 《The Portland Alliance》. 2012년 1월 29일에 확인함.
- 일러먼, 데이비드 포터 (1990). 《The Democratic Worker-Owned Firm: A New Model for the East and West》. London: Unwin Hyman Limited (HarperCollins Academic). ISBN 0-04-445743-X.
- 엔글러, 알렌 (2010). 《Economic Democracy: The Working-Class Alternative to Capitalism》. Black Point, Nova Scotia: Fernwood Publishing. ISBN 978-1-55266-346-2.
- 포토포러스, 타키스 (1997). 《Towards an Inclusive Democracy: The Crisis of the Growth Economy and the Need for a New Liberatory Project》. London; New York: Cassell. ISBN 978-0-304-33628-9.
- 조지, 헨리 (1912) [1879]. 《Progress and Poverty: An Inquiry into the Cause of Industrial Depressions and of Increase of Want with Increase of Wealth: The Remedy》. Garden City, NY: Doubleday, Page & Co. OCLC 338381.
- 하비, 데이비드 (2010). 《The Enigma of Capital and the Crises of Capitalism》. Oxford [England]; New York: Oxford University Press. ISBN 978-0-19-975871-5.
- 킹, 마틴 루터 (1968). 《Where Do We Go From Here: Chaos Or Community?》. New York: Beacon Press. ISBN 0-8070-0571-1.
- 미세스, 루드위그 V (1953). 《Socialism: An Economic and Sociological Analysis》. Yale University Press. OCLC 365129.
- 미세스, 루드위그 V (2006) [1931]. 〈The Nature and Role of the Market: The Role and Rule of Consumers〉. 《The Causes of the Economic Crisis: and other Essays Before and After the Great Depression》 (pdf). Auburn, Ala: Ludwig von Mises Institute. ISBN 978-1-933550-03-9.
- 슈바이카르드, 데이비드 (2002). 《After Capitalism》. Rowman & Littlefield. ISBN 0-7425-1299-1.
- 스미스, J. W. (2005). 《Economic Democracy: The Political Struggle for the 21st century》. Radford, VA: Institute for Economic Democracy Press. ISBN 1-933567-01-5.
- 스미스, J.W. (2007). 《Money: A Mirror Image of the Economy》. the Institute for Economic Democracy Press. ISBN 1-933567-12-0.
- 콜, G. D. H. (1917). 《Self-Government in Industry》.
- 콜, G. D. H. (1920). 《Guild Socialism Restated》.
- 더글라이, C. H. (1920). 《Economic Democracy》. Bloomfield Books. ISBN 0-904656-06-3.
- 필드먼, 조나단 (2001). “Towards the Post-University: Centers of Higher Learning and Creative Spaces as Economic Development and Social Change Agents”. 《Economic and Industrial Democracy》 22 (1).
- 포토포러스, 타키스 (October 2008). “The myths about the economic crisis, the reformist left and economic democracy”. 《The International Journal of Inclusive Democracy》 4 (4).
- 마르크스, 칼 (2004). 《Das Kapital》. Voltmedia GmbH. ISBN 3-937229-34-5.
- 페이트먼, 카롤 (1970). 《Participation and Democratic Theory》. Cambridge University Press. ISBN 0-521-29004-X.
- 폴라니, 칼 (1944). 《The Great Transformation》. Boston: Beacon Press. OCLC 173165.
- 라스무스, 잭 (2006). 《The War At Home: The Corporate Offensive from Ronald Reagan to George W. Bush》. Kyklos Productions. ISBN 0-9771062-0-9.
- 스미스, J. W. (2006). 《Economic Democracy A Grand Strategy for World Peace and Prosperity》. ISBN 1-933567-02-3.
- 맥레오드, 그레그 (1999). 《From Mondragon To America: Experiments In Community Economic Development》. ISBN 0920336531.
- 알페로비츠, 가 (2011). 《America Beyond Capitalism: Reclaiming Our Wealth, Our Liberty, and Our Democracy》. ISBN 0-471-66730-7.
- 케인즈 저 《고용, 이자 및 화폐의 일반이론》